# Narayanpur (Kailali)
Narayanpur (nep. नारायणपुर) – gaun wikas samiti w zachodniej części Nepalu w strefie Seti w dystrykcie Kailali. Według nepalskiego spisu powszechnego z 2001 roku liczył on 1800 gospodarstw domowych i 11560 mieszkańców (5826 kobiet i 5734 mężczyzn).